# Viorica Viscopoleanu
Viorica Viscopoleanu (Rumania, 8 de agosto de 1939) es una atleta rumana retirada, especializada en la prueba de salto de longitud en la que llegó a ser campeona olímpica en 1968 y plusmarquista mundial desde el 14 de octubre de 1968 al 3 de septiembre de 1970.

## Carrera deportiva
En los JJ. OO. de México 1968 ganó la medalla de oro en el salto de longitud, con un salto de 6.82 metros que fue récord del mundo, quedando en el podio por delante de la británica Sheila Sherwood (plata con 6.68 metros) y la soviética Tatyana Talysheva (bronce con 6.66 metros).